# Class 31
Class 31 van British Rail (BR), ook bekend als Brush Type 2 alsook Class 30, is een reeks diesellocomotieven die tussen 1957 en 1962 is gebouwd door Brush Traction. Ze werden geleverd in twee partijen met respectievelijk de bedrijfsnummers D5500-D5699 en D5800-D5862. De bouw van de eerste locomotief werd voltooid in de laatste week van september 1957, de levering vond plaats op 31 oktober. De eerste treindienst van de Class 31 was in november 1957, nadat ook de Class 20 in gebruik kwam en was een van de locomotieven die in het kader van de vervanging van de stoomtractie bij British Railways als proefserie werd geïntroduceerd.

## Motoren
Aanvankelijk werden de locomotieven gebouwd met een Mirrlees JVS12T motor van 930 kW en een elektrische installatie van Brush, maar de motoren bleken niet te voldoen en in 1964 werd de motor van de D5677 vervangen door een English Electric 12SVT van 1.100 kW die ook gebruikt werd in de Class 37 zij het zonder intercooler. Deze motor bleek wel te voldoen en tussen 1965 en 1969 werd de hele reeks uitgerust met de motor van English Electric. Het vermogen van de motor was verminderd omdat de elektrische installatie niet meer kon verwerken.

## Indeling
De locomotieven met Mirrlees motoren werden binnen de computernummering (TOPS) ingedeeld als Class 30, terwijl de omgebouwde exemplaren werden ingedeeld als Class 31. De reeks werd gebouwd voor de treindiensten in de Eastern Region, maar in de loop der tijd werden ze ook regulier ingezet in de Western en London Midland regio's. 

### Onderverdeling
De reeks was onderverdeeld in verschillende partijen:
- 31/0 - De eerste partij, uitgerust met elektromagnetische treinschakeling type Red Circle - uitgerangeerd eind jaren 70 als niet standaard. Inzet volgens RA (Route availability) 5.
- 31/1 - De standaard locomotief uitgerust met Blue Star elektro-pneumatische bediening, inzet volgens RA 5.
- 31/4 - Als 31/1 maar uitgerust met Brush index 66 elektrische treinverwarming (ETH), inzet volgens RA 6.
- 31/5 - Volgens 31/4 met een geïsoleerde ETH voor gebruik door het Civil Engineers Department, inzet volgens RA 6.
- 31/6 - Standaard lokomotief met bedrading voor ETH maar zonder ETH apparatuur, inzet volgens RA 5.

#### Class 31/0
De eerste 20 locomotieven, aanvankelijk genummerd als D5500–D5519, waren makkelijk herkenbaar door het ontbreken van de nummerbak boven de cabine, wat ze de bijnaam "Skinheads" opleverde. Ze werden ook wel gorgelaars genoemd naar aanleiding van het motorgeluid of "Toffee Apples" als verwijzing naar de contactsleutel die van de ene cabine naar de andere moest worden meegenomen als de machinist van cabine wisselde. Deze locomotieven van de proefserie waren niet standaard door de gebruikte treinschakeling en hadden een maximumsnelheid van slechts 129 km/u. Na een zware botsing werd de D5518 in september 1967 herbouwd als standaard locomotief met nummerbak boven de cabine en de standaard blue star bediening.
Ze werden ondergebracht in de locloodsen in East Anglia gedurende hun diensttijd, uiteindelijk stonden ze in het depot van Stratford, waar ze ook in eerste instantie stonden, en later kregen ze een, voor dit depot kenmerkend, zilverkleurig dak. Voordat ze werden uitgerangeerd werden vier locomtieven bij het depot van Stratford omgebouwd tot voorverwarmingseenheden. De locomotiven 31013, 31002, 31014 en 31008 werden in deze volgorde omgenummerd tot ADB968013 - ADB968016; ADB968014 werd ondergebracht in het depot van Bounds Green aan de Great Northern main line en de ADB968015 ging naar Great Yarmouth, terwijl de andere twee in Stratford bleven.

#### Class 31/1

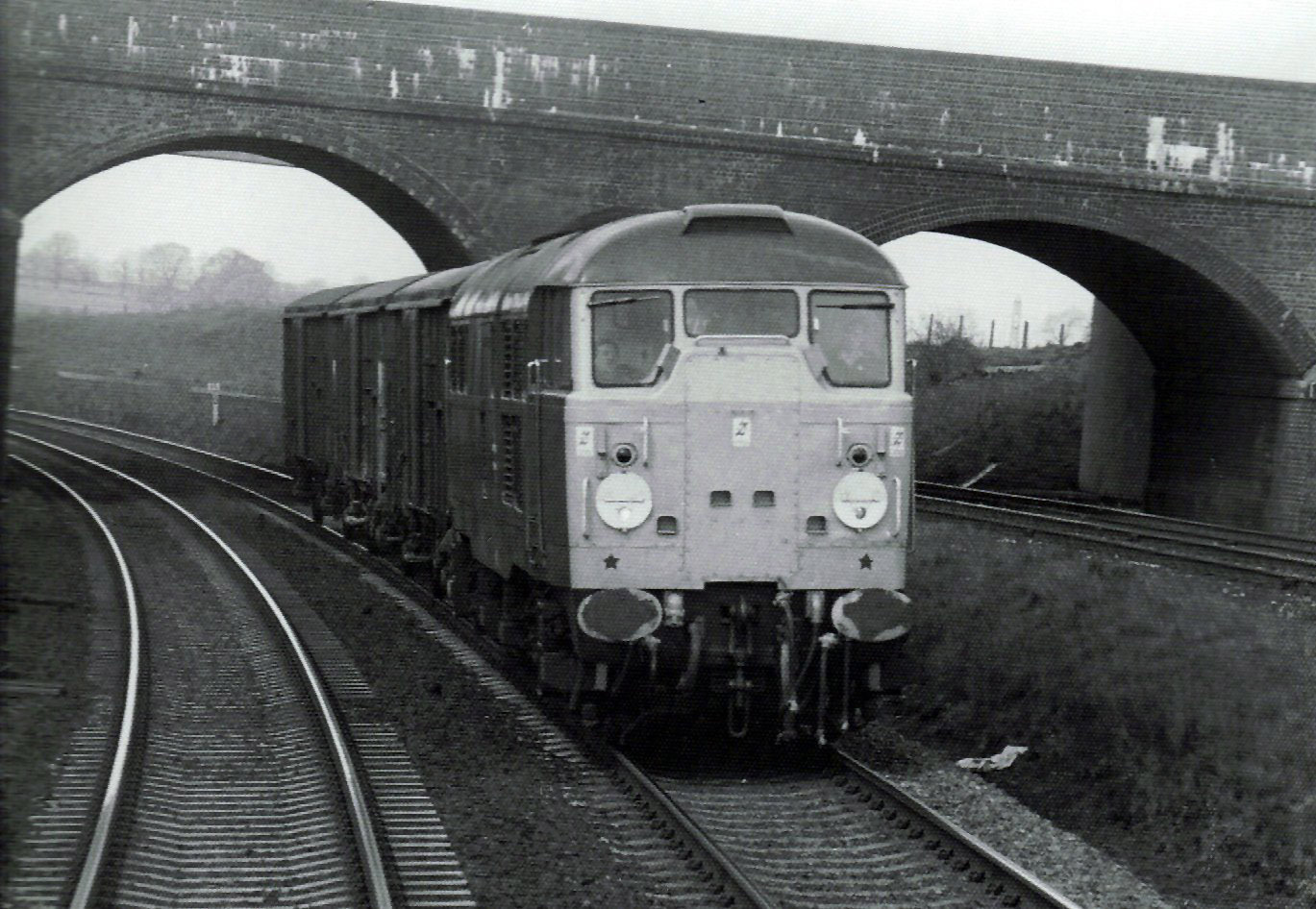
Class 31/1 op de Sharnbrookhelling met een korte trein bestaande uit gesloten wagons in April 1985

De eerste locomotieven van de vervolgserie hadden veel overeenkomsten met de initiële partij, twintig exemplaren (D5520–29/35/39/42/47/51/52/55/56/59/62) habben geen nummerbak, en vijftien (D5520–D5534) hadden een beperkte maximumsnelheid van 129 km/u, maar waren verder gelijk aan de navolgende locomotieven. De hele vervolgserie was uitgerust met boilers voor de stoomverwarming van reizigerstreinen en een  Blue Star elektro-pneumatische bediening voor het rijden in treinschakeling, zoals ook te vinden bij vele andere reeksen van BR. De Class 31/1 werden ingezet in secundaire reizigersdiensten en versterkingsritten alsmede voor pakket en vracht diensten. Terwijl ze werden ingezet in East Anglia vanuit de depots Stratford en March, waren ze in de hele Eastern Region te vinden met een grote hoeveelheid in depot Finsbury Park alsmede een aantal in de depots Tinsley, Immingham en Thornaby. Locomotieven werden ook ondergebracht in de depots Bristol Bath Road en Old Oak Common voor de inzet in reizigerstreinen van de Western Region, met Barnstaple en Paignton als westelijke eindpunten. Begin jaren 80 van de 20e eeuw kregen de depots Healey Mills en Bescot van de Midland Region een aantal exemplaren ter vervanging van de Class 25.

#### Class 31/4

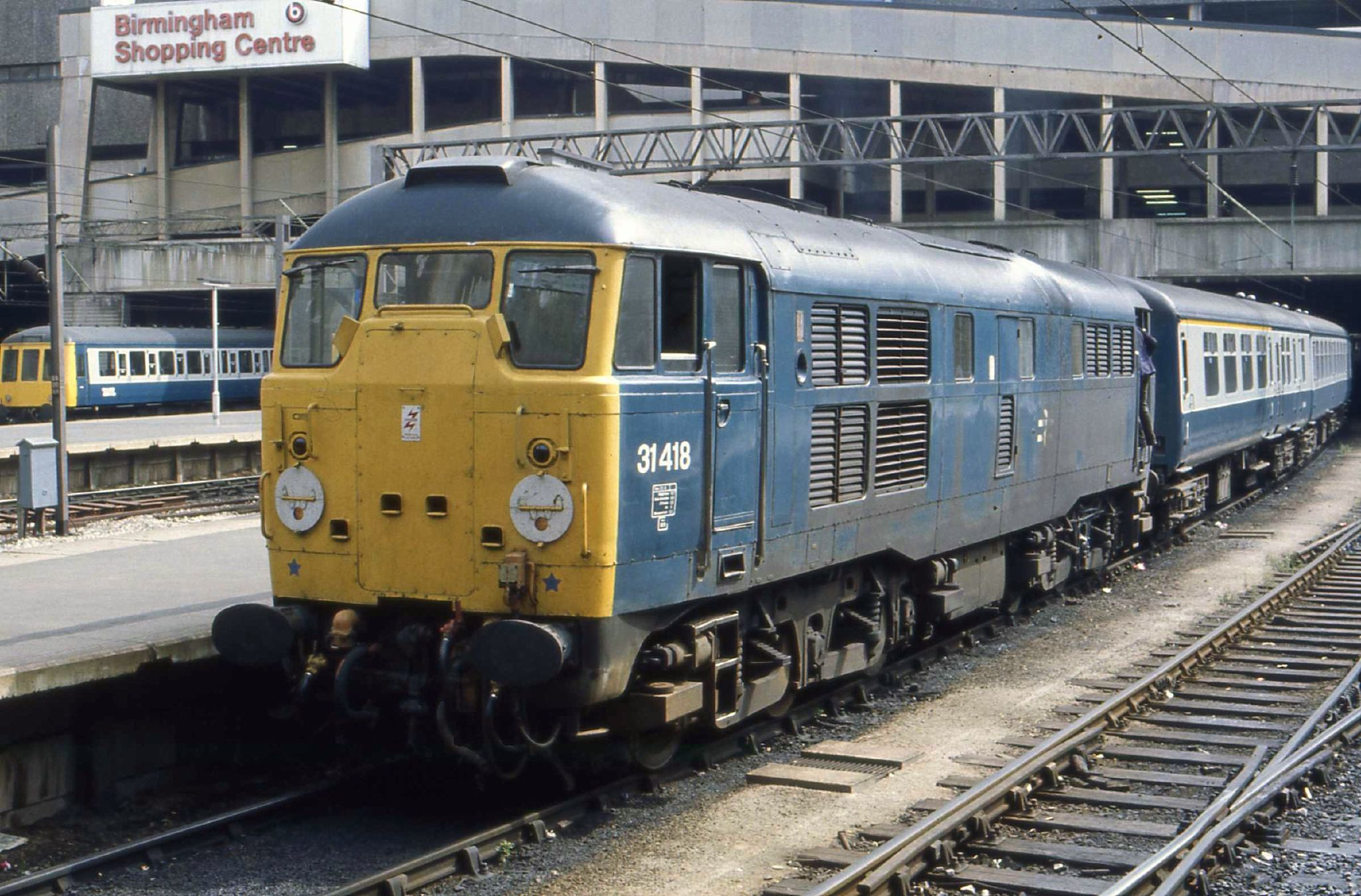
31418 te Birmingham New Street.

De Class 31/4 (bedrijfsnummers 31400 - 31469) waren omgebouwde 31/1 die werden uitgerust van elektrische treinverwarming (ETH). Ze hadden een ETH index van 66, ofwel een vermogen van 330 kW, wat voldoende was voor een trein van maximaal elf Mk 3 rijtuigen. Hiermee was het mogelijk om lange treinen tussen het depot en het station voor te verwarmen voordat ze door een grotere locomotief werden overgenomen voor de reizigersdienst. De reizigersdiensten die door de 31/4 zelf verzekerd werden hadden zelden meer dan 4 tot 5 rijtuigen. De 330 kW voor de elektrische verwarming slokte ongeveer een derde van het totale vermogen op. Hierdoor was er met een ingeschakelde verwarming slechts 2/3 van het vermogen beschikbaar als trekkracht ten opzichte van exemplaren zonder ETH. Dit was niet bevordelijk voor de prestaties van de locomotief met een toch al krap vermogen.

#### Class 31/5

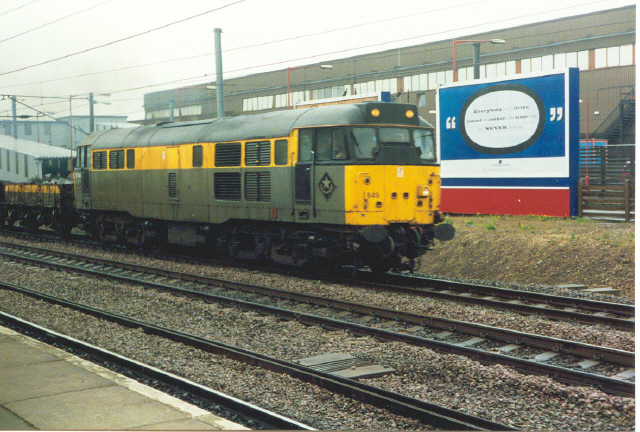
31549 te Peterborough in 1994.

Aan het eind van de jaren 80 van de 20e eeuw werden meer en meer diensten overgenomen door "Sprinter" treinstellen zodat meerdere locomotieven met elektrische treinverwarming overtallig werden. Hierom werden bij een aantal Class 31 de kabels voor de treinverwarming verwijderd om te voorkomen dat reizigersafdelingen de locomotieven van vrachtafdelingen zouden lenen en bespaard kon worden op het onderhoud van ongebruikte installaties. De aldus aangepaste exemplaren werden hernummerd door 100 op te tellen bij het bedrijfsnummer, bijvoorbeeld 31407 werd 31507. Tijdens de omnummering hadden de meeste locomotieven nog de standaard BR Blue kleurstelling en de 4 in het bedrijfsnummer werd overgeschilderd en vervolgens werd de 5 er op gezet. Sommigen kregen de geheel grijze kleurstelling van de Civil Engineers, hoewel de meeste vervolgens de "Nederlandse" geel-grijze beschildering kregen. Alleen de 31530 (Sister Dora), de 31544 (Keighley and Worth Valley Railway) en de 31568 (The Engineman’s Fund) kregen een naam bij de omnummering. De 31544 viel op als enige van de reeks 31/5 met de oorspronkelijke "skinhead" cabines zonder nummerbakken op het dak.

#### Class 31/6
Slechts twee locomotieven, de 31601 en 31602, voorheen respectievelijk 31186 en 31191, kregen tijdens hun inzet bij Fragonset Railways een ETH-kabel zonder voeding vanuit de locomotief. Dit betekende dat ze tussen een locomotief met verwarmingseenheid en rijtuigen gekoppeld konden worden en de rijtuigen verwarmd kunnen worden via de doorlopende kabel in de locomotief. 31601 is behouden bij de Ecclesbourne Valley Railway waar ze in de normale dienst rijdt terwijl de 31602 werd gesloopt nadat ze was uitgerangeerd.

## Treindienst
De eerste Class 31/0 locomotieven werden geleverd aan het depot van Stratford in oost Londen, de Class 31/1 werden geleverd aan de hele Eastern en North Eastern regio's. De eerste Class 31 bij de Western Region was de D5535 die in 1969 werd ondergebracht in depot Old Oak Common om ledig materieel van en naar Paddington te rijden. In 1974 waren de locomotieven verdeeld over twaalf depots; 13 in Bristol Bath Road, 2 in Cricklewood, 51 in Finsbury Park, 8 in Gateshead, 15 in Holbeck, 41 in Immingham, 52 in March, 19 in Old Oak Common, 24 in Stratford, 12 in Thornaby, 22 in Tinsley  en 4 in York.

## Bijnamen
De reeks kreeg verschillende bijnamen. De 31/0 werden bekend als Toffee Apples, als verwijzing naar de vorm van de bedieningssleutel.  Gebruikelijker voor de hele reeks was Goyles, kort voor "gargoyles" (waterspuwer), als verwijzing naar de lelijkheid van het ontwerp, Peds ("Another derogatory name associating the locomotives with pedal cars in terms of speed and pulling power") en Gurglers, als verwijzing naar het geluid.

## Ongevallen en voorvallen

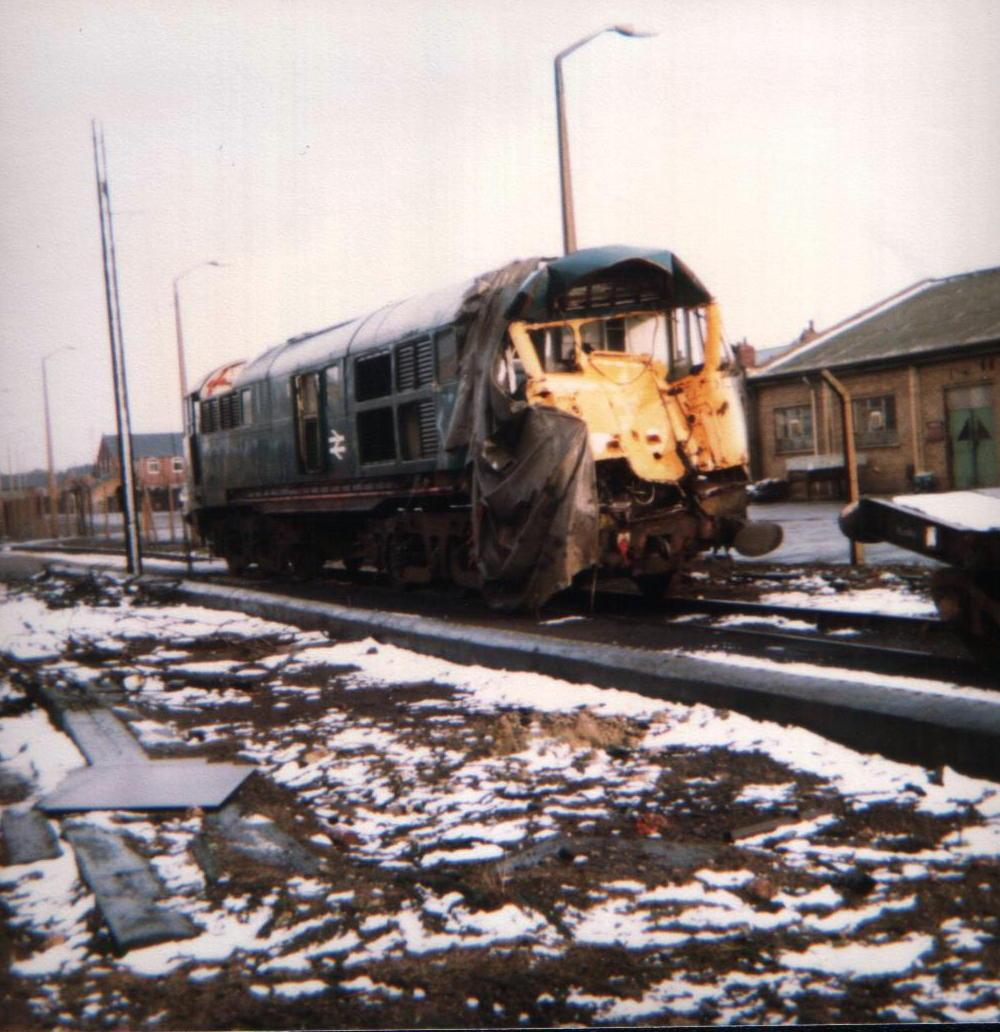
Een ongeïdentificeerde Class 31 met ongevalsschade.

- Op 11 september 1975,[15] botste de 31150 bij de Corby Tunnel frontaal op een losse remmerswagen met cokeswagons. Deze locomotief werd als eerste Class 31 uitgerangeerd.[15]
- Op 3 januari 1976 trok de 31241 een pakketposttrein toen een losse locomotief achterop reed bij Worcester Tunnel Junction. Op dat moment was klok gestuurd rijden van kracht.[16]
- Op 25 februari 1979 trok de 31421 een werktrein die werkzaamheden uitvoerde tussen Fratton en Hilsea in Hampshire terwijl het naastgelegen spoor was in bedrijf was. Een kraan van de werktrein bevond zich binnen het omgrenzingsprofiel van het andere spoor toen hij geraakt werd door een passerende reizigerstrein, met negen gewonden en een dode tot gevolg.[17]
- Op 9 maart 1986 botste de 31436 met een reizigerstrein frontaal op twee losse locomotieven bij Chinley, Derbyshire als gevolg van een fout van een baanwachter met een dode tot gevolg. Onder meer een gebrekkige training en een stroomstoring werden als oorzaken vastgesteld.[18]
- Op 20 februari 1987 rolde een goederentrein weg en ontspoorde op de ontspoorinrichting bij North Junction in Chinley. Een trein getrokken door de 31440 reed vervolgens in op de wrakstukken.[19]
- Op 28 oktober 1988 rolden twee onbemande locomotieven (31202 en 31226), die vermoedelijk niet op de rem stonden, weg op een kort opstelspoor bij Staples Corner in noord Londen. Nadat ze het stootblok geramd hadden rolden ze het talud af op de North Circular Road, desondanks raakte niemand gewond. De tweede locomotief van het stel belandde op het dak van de eerste en bleef daar labiel in evenwicht. De beide locomotieven werden na het voorval uitgerangeerd.[20]

## Commerciële vervoerders

### Eastern Rail Services
De 31452, ondergebracht in Great Yarmouth, was in 2022 de enige dienstvaardige class 31/4 buiten de als erfgoed behouden exemplaren.

### English, Welsh & Scottish
Voor de instroom van de Class 66 nam English Welsh & Scottish (EWS) het beheer van de Class 31en over van de vervoerders Mainline Freight en Trainload Freight. De 31255 werd gebruikt voor kleurproeven van de EMS huisstijl maar reed nooit meer op hoofdlijnen en bleef in Toton tot de opname in het erfgoed in januari 1999. De 31466 werd overgeschilderd in de huisstijl van de EWS ter gelegenheid van de open dag van depot Toton in mei 1998 en werd korte tijd later de enige van de reeks die in EWS-kleuren in de treindienst mee draaide tot de opname in het erfgoed in februari 2001. In de nadagen van de 31110 in eigendom van EWS werd ze in de zomer van 1999 overgeschilderd in BR groen en voorzien van haar oorspronkelijke nummer D5528 ter gelegenheid van het einde van de dienst bij EWS en verzekerde de laatste door een Class 31 getrokken railtour bij EWS, uiteindelijk werd ze in april 2007 gesloopt bij TJ Thompson's in Stockton. De laatste vier locomotieven in dienst van EWS werden in februari 2001 uitgerangeerd. De twee exemplaren in de EWS huisstijl, de 31255 en 31466, zijn behouden als erfgoed, de 31255 is ondergebracht bij de Mid Norfolk Railway en de 31466 bij de Dean Forest Railway.

### FM Rail

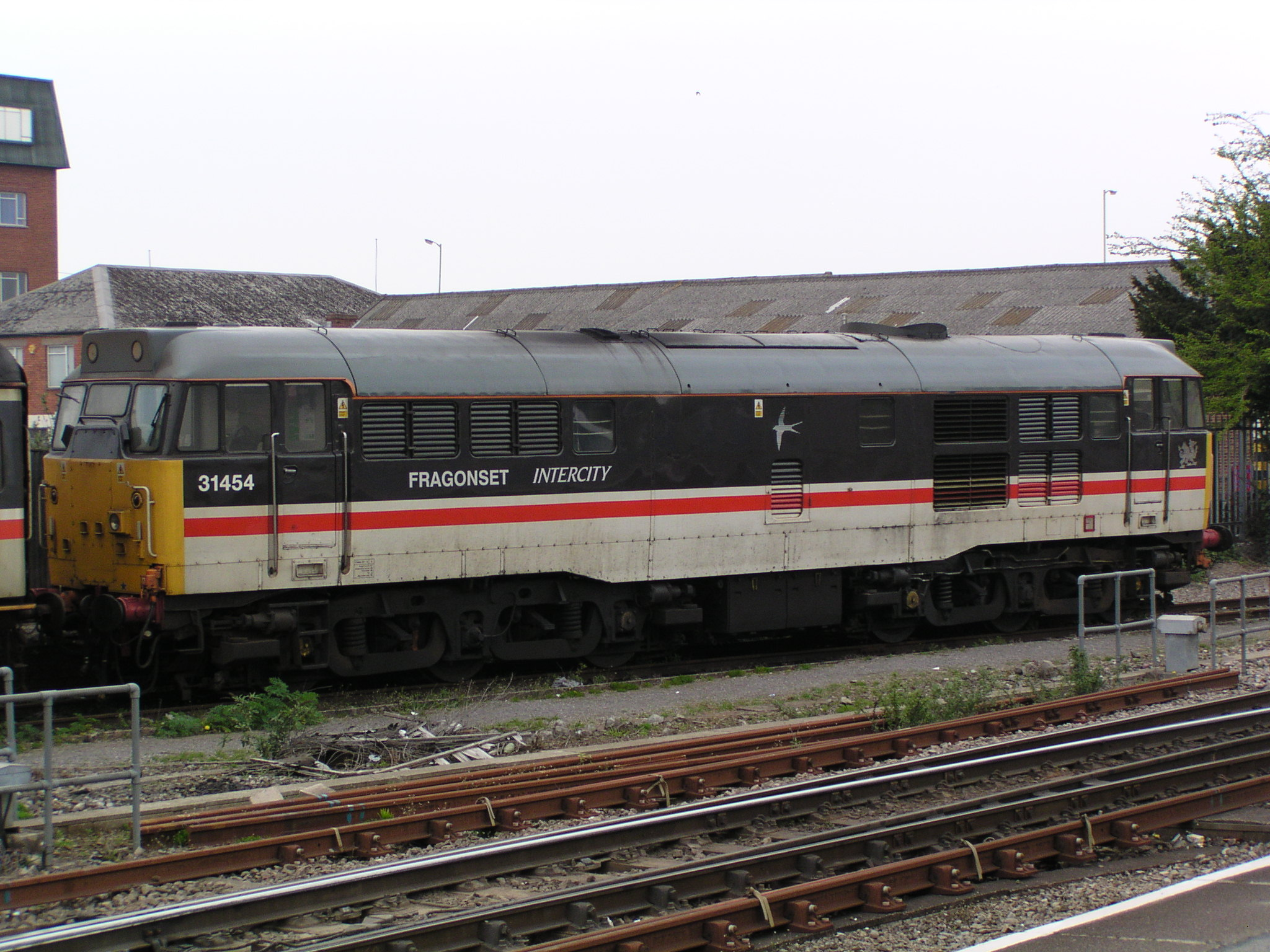
Locomotief 31454, in InterCity Swallow kleurstelling (met plakletters van Fragonset) op 16 april 2004

In 1998 kocht Fragonset Railways, een verhuurder van spoorwegmaterieel, vier overtallige Class 31 van EWS. De eerste, de 31452, werd zo snel mogelijk gerepareerd en overgeschilderd in een zwarte kleurstelling met een rode band. De 31459 en 31468 volgden korte tijd later. Hierna werden nog een aantal locomotieven gekocht en in 1999 kwam de eerste als Class 31/6 terug in dienst. De Class 31/6 31601 (ex 31186) & 31602 (ex 31191) is een omgebouwde Class 31/1 met een doorgaande verwarmingskabel echter zonder verwarmingsvoeding. Hierdoor kan een Class 31/4 in treinschakeling rijden met een Class 31/6 en nog steeds de trein verwarmen ook als de Class 31/6 aan de kant van de rijtuigen zit.
In 1999 gunde Silverlink een korte termijn overeenkomst aan Fragonset voor twee locomotieven in sandwich formatie met twee Mk1. rijtuigen op de Marston Vale Line. De sandwich formatie diende als invaller voor de niet beschikbare Class 117 en Class 121 dieseltreinstellen. Deze proef was een succes en in 2000 werd het herhaald in de zomer dienstregeling. De locomotieven bleven totdat modernere Class 150/1 treinstellen werden overgenomen van Central Trains.
Op dat moment was de Fragonset vloot van Class 31 sterk gegroeid tot drie Class 31/1s, drie Class 31/4s en twee Class 31/6 locomotieven. De reguliere dienst omvatte onder meer het trekken van de elektrische treinstellen van de Class 317 tussen depot Hornsey van West Anglia Great Northern en Station Bedford om ingezet te worden op de Thameslink. Aangezien die treinstellen nog steeds in onderhoud waren bij Hornsey betekende dit de regelmatige inzet voor materieel uitwisseling als onderhoud aan de orde was. De 31468 werd gebruikt als plukloc en uiteindelik gesloopt op 6 juni 2018.

### Hanson and Hall
Het in 2018 opgerichte Hanson and Hall bezat in 2022 een van de drie Class 31 die geen onderdeel zijn van het erfgoed. De 31106 was opgeslagen in Bury aan de East Lancashire Railway in de Rail Blue kleurstelling.

### Mainline Rail
Na de ondergang van FM Rail gingen meerdere van haar Class 31en naar Mainline Rail beheerd door RMS Locotec. Vanaf november 2008 waren vier 31/4s en een 31/6 eigendom van RMS Locotec, een dochterbedrijf van British American Railway Services.

### Nemesis Rail
De 31128, een ex-Fragonset locomotief, is eigendom van Nemesis Rail en ondergebracht in Burton upon Trent. Deze locomotief was in 2022 een van de drie dienstvaardige Class 31 die geen onderdeel zijn van het erfgoed en is geschilderd in de BR Blue huisstijl.

### Network Rail

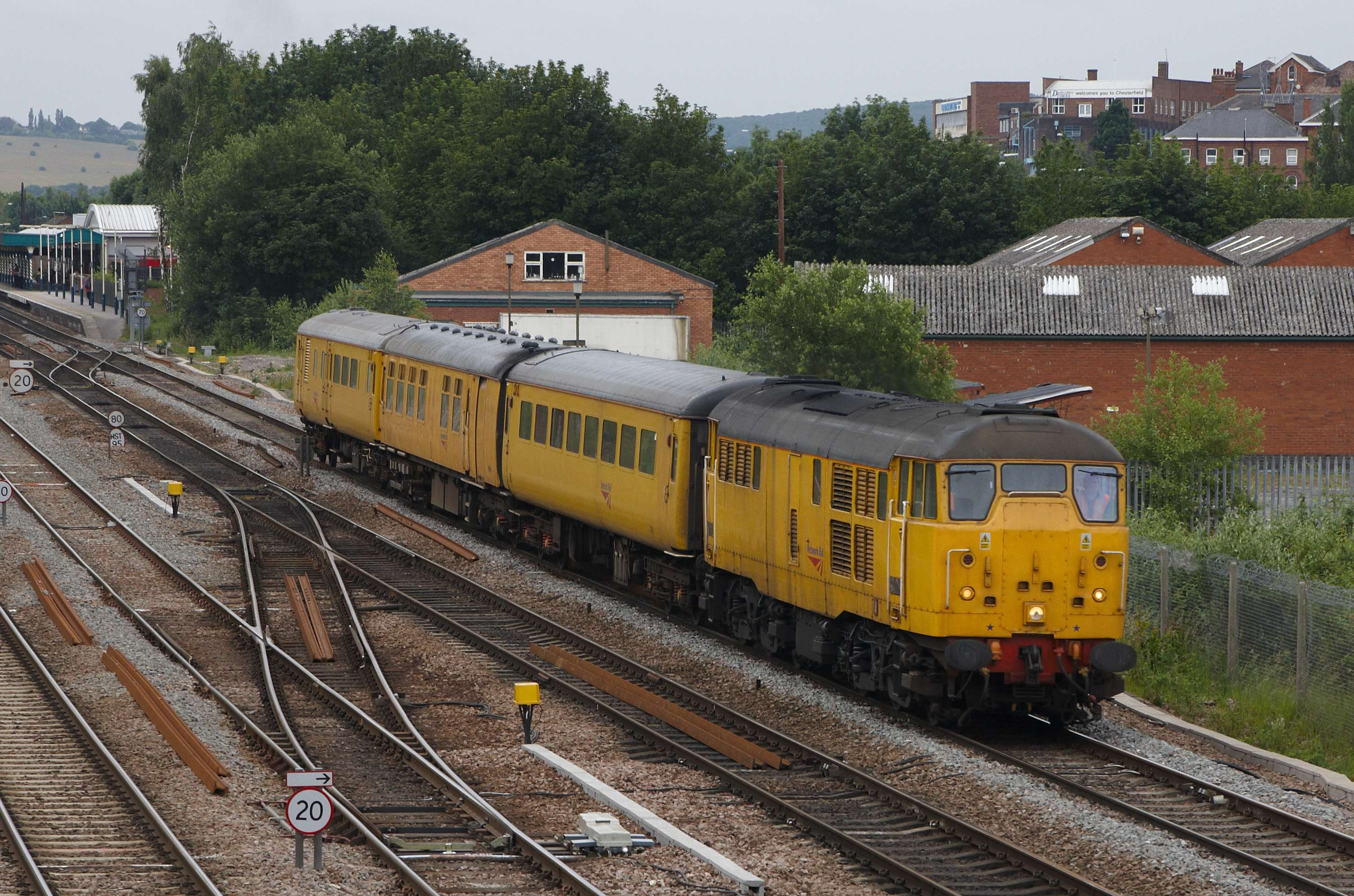
31105 passeert Chesterfield met de 4Q25 meettrein van Derby RTC naar Immingham TMD

Network Rail had vier Class 31 locomotieven 31105, 31233, 31285 en 31465 als trekkracht voor meettreinen op het hele net. Ze werden gekocht van Fragonset Railways en opgeknapt in de werkplaats van Derby. Ze werden overgeschilderd in de, toen nieuwe, geheel gele huisstijl van Network Rail. De 31285 en 31465 werden te koop gezet bij opbod in juli 2015, net als de 31233 en 31105 in augustus 2018.
Voordat er sprake was van eigen locomotieven huurde Railtrack, de rechtsvoorganger van Network Rail, twee Class 31 locomotieven van Fragonset. Deze locomotieven, 31190 en 31601, waren geschilderd in de blauw/limoen huisstijl van Railtrack. De komst van eigen locomotieven bij networkrail betekende dat ze teruggingen naar Fragonset. Ze zijn nu eigendom van British American Railway Services en ondergebracht bij Washwood Heath in Birmingham.
De 31106, voorheen Spalding Town, is privé eigendom van Howard Johnston, en na verhuur aan Fragonset, FM Rail, en RVEL die de locomotief gedurende 11 jaar gebruikten voor hoofdlijn diensten, met Oban in Schotland als noordelijkste bestemming is ze ondergebracht bij de Weardale Railway. Na een keuring werd de motor op 17 oktober 2017 weer gestart en reed de locomotief voor het eerst in vier jaar weer op eigen kracht. Johnston kocht nog drie exemplaren van EWS maar verkocht die door; 31107 werd gesloopt door C F Booth in Rotherham in mei 2009 na een opzettelijke botsing met een Renault Espace op een overweg tijdens Top Gear Seizoen 9, Aflevering 5 in 2006 om de gevaren te laten zien van pogingen om nog net voor een trein over te steken, 31289 (behouden bij de Northampton and Lamport Railway), en 31301 (gesloopt).
De laatste actieve Class 31 bij Network Rail was de 31233 die de laatste meetritten uitvoerde in maart 2017. In augustus 2018 bood Network Rail haar laatste twee Class 31en (31105 en 31233) te koop aan; beide werden gekocht door het Mangapps Railway Museum in Essex .

## Erfgoed

### Momenteel behouden
36 exemplaren van de reeks zijn behouden als erfgoed. Hieronder zijn zowel de eerste als laatste geproduceerde, respectievelijk 31018 en 31327. Er waren nog 10 exemplaren opgenomen in het erfgoed maar die zijn alsnog gesloopt.
| Gebruikte bedrijfsnummers (Huidige vet gedrukt) | Gebruikte bedrijfsnummers (Huidige vet gedrukt) | Gebruikte bedrijfsnummers (Huidige vet gedrukt) | Gebruikte bedrijfsnummers (Huidige vet gedrukt) | Naam                      | Kleurstelling          | Locatie                               | Opmerkingen                                                          |
| ----------------------------------------------- | ----------------------------------------------- | ----------------------------------------------- | ----------------------------------------------- | ------------------------- | ---------------------- | ------------------------------------- | -------------------------------------------------------------------- |
| D5500                                           | 31018                                           | –                                               | –                                               | –                         | BR Blue                | National Railway Museum               | Eerste gebouwde locomotief, nu onderdeel van de National Collection. |
| D5518                                           | 31101                                           | –                                               | –                                               | –                         | BR Blue                | Avon Valley Railway                   | In reparatie                                                         |
| D5522                                           | 31104                                           | 31418                                           | –                                               | Boadicea                  | BR Blue                | Midland Railway - Butterley           | Wordt gerestaureerd                                                  |
| D5523                                           | 31105                                           | 31105                                           | –                                               | Radio Caroline            | BR Blue                | Mangapps Railway Museum, Essex        | Dienstvaardig                                                        |
| D5524                                           | 31106                                           | –                                               | –                                               | –                         | BR Blue                | East Lancashire Railway               | In onderhoud                                                         |
| D5526                                           | 31108                                           | –                                               | –                                               | –                         | Railfreight Grey       | Midland Railway - Butterley           |                                                                      |
| D5533                                           | 31115                                           | 31466                                           | –                                               | –                         | EWS Maroon/Gold        | North Yorkshire Moors Railway         |                                                                      |
| D5537                                           | 31119                                           | –                                               | –                                               | –                         | BR Blue                | Embsay and Bolton Abbey Steam Railway | Opgeslagen                                                           |
| D5546                                           | 31128                                           | –                                               | –                                               | Charybdis                 | BR Blue                | Nemesis Rail, Burton-on-Trent         | Dienstvaardig                                                        |
| D5547                                           | 31129                                           | 31461                                           | –                                               | –                         | BR Blue                | Nemesis Rail, Burton-on-Trent         | Dienstvaardig                                                        |
| D5548                                           | 31130                                           | –                                               | –                                               | Calder Hall Power Station | Railfreight Grey       | Avon Valley Railway                   |                                                                      |
| D5557                                           | 31139                                           | 31438                                           | 31538                                           | –                         | BR Blue                | Epping Ongar Railway                  |                                                                      |
| D5580                                           | 31162                                           | –                                               | –                                               | –                         | BR Blue                | Midland Railway - Butterley           |                                                                      |
| D5581                                           | 31163                                           | 97205                                           | –                                               | –                         | Derby RTC              | Chinnor & Princes Risborough Railway  |                                                                      |
| D5600                                           | 31179                                           | 31435                                           | –                                               | Newton Heath TMD          | BR Green               | Embsay and Bolton Abbey Steam Railway |                                                                      |
| D5609                                           | 31186                                           | 31601                                           | –                                               | –                         | DCR Grey               | Ecclesbourne Valley Railway           |                                                                      |
| D5613                                           | 31190                                           | –                                               | –                                               |                           | Golden Ochre           | Plym Valley Railway                   |                                                                      |
| D5627                                           | 31203                                           | –                                               | –                                               | Steve Organ G.M.          | BR Green               | Pontypool and Blaenavon Railway       |                                                                      |
| D5630                                           | 31206                                           | –                                               | –                                               | –                         | Civil Engineers        | Ecclesbourne Valley Railway           | Gered van het sloopterrein van Booth in 2006                         |
| D5631                                           | 31207                                           | –                                               | –                                               | –                         | BR Green               | North Norfolk Railway                 | Een van de laatste drie in dienst van EWS                            |
| D5634                                           | 31210                                           | –                                               | –                                               | –                         | Railfreight Grey       | Dean Forest Railway                   | Wordt gerestaureerd                                                  |
| D5637                                           | 31213                                           | 31465                                           | 31565                                           | –                         | Network Rail Yellow    | Weardale Railway                      | Wordt gerestaureerd                                                  |
| D5654                                           | 31228                                           | 31454                                           | 31554                                           | –                         | Intercity              | Wensleydale Railway                   | In afwachting van restauratie                                        |
| D5660                                           | 31233                                           | –                                               | –                                               | –                         | Network Rail Yellow    | Mangapps Railway Museum, Essex        | Dienstvaardig                                                        |
| D5662                                           | 31235                                           | –                                               | –                                               | –                         | BR Blue                | Dean Forest Railway                   | Opgeslagen                                                           |
| D5683                                           | 31255                                           | –                                               | –                                               | –                         | EWS Maroon/Gold        | Mid-Norfolk Railway                   | Geschilderd in EWS huisstijl voor kleurproeven                       |
| D5684                                           | 31256                                           | –                                               | –                                               | Cerberus                  | Black                  | Wensleydale Railway                   |                                                                      |
| D5695                                           | 31265                                           | 31430                                           | 31530                                           | Sister Dora               | BR Blue                | Spa Valley Railway                    |                                                                      |
| D5800                                           | 31270                                           | –                                               | –                                               | Athena                    | Regional Railways      | Didcot Railway Centre                 | Dienstvaardig                                                        |
| D5801                                           | 31271                                           | –                                               | –                                               | Stratford 1840-2001       | Trainload Construction | Llangollen Railway                    |                                                                      |
| D5809                                           | 31279                                           | 31452                                           | 31552                                           | –                         | Green                  | Eastern Rail Services                 | In reparatie                                                         |
| D5814                                           | 31414                                           | 31514                                           | –                                               | –                         | Dutch Civil            | Midland Railway - Butterley           | In reparatie                                                         |
| D5817                                           | 31285                                           | –                                               | –                                               | –                         | Network Rail Yellow    | Weardale Railway                      | In reparatie                                                         |
| D5821                                           | 31289                                           | –                                               | –                                               | Phoenix                   | BR Experimental Blue   | Northampton and Lamport Railway       |                                                                      |
| D5830                                           | 31297                                           | 31463                                           | 31563                                           | –                         | BR Golden Ochre        | Great Central Railway (Nottingham)    | In bruikleen van de Great Central Railway                            |
| D5862                                           | 31327                                           | –                                               | –                                               | –                         | BR Green               | Strathspey Railway                    | Laatste gebouwde locomotief                                          |

1. 1 2 3 4 5  "skinheads"

### Behouden maar toch gesloopt
De onderstaande exemplaren waren opgenomen in het erfgoed maar zijn toch gesloopt.
- 31113 ex-Chinnor and Princes Risborough Railway - gesloopt in juni 2008 bij EMR Kingsbury na het overlijden van de eigenaar.
- 31123 ex-Gloucestershire Warwickshire Railway - gesloopt in februari 2006 door A1A Locomotives.
- 31144 ex-Weardale Railway - gesloopt in januari 2014. Beide cabines zijn bewaard door de South Wales Cab Group in Bridgend.
- 31166 ex-Wensleydale Railway - gesloopt in juni 2009.
- 31188 ex-Wensleydale Railway - gesloopt in september 2008.
- 31410 ex-Stainmore Railway - gesloopt in september 2014 bij CF Booths Rotherham
- 31421 ex-Midland Railway Butterley - gesloopt in augustus 2007 nadat de overname van de motor van 31405 niet doorging.
- 31442 ex-Churnet Valley Railway - gesloopt in september 2004.
- 31467 ex-East Lancashire Railway - gesloopt in augustus 2008 nadat metaaldieven onderdelen hadden verwijderd.
- 31468 ex-Weardale Railway - gesloopt in juni 2018.
- 31556 ex-East Lancashire Railway - gesloopt in januari 2010.

## Afbeeldingen

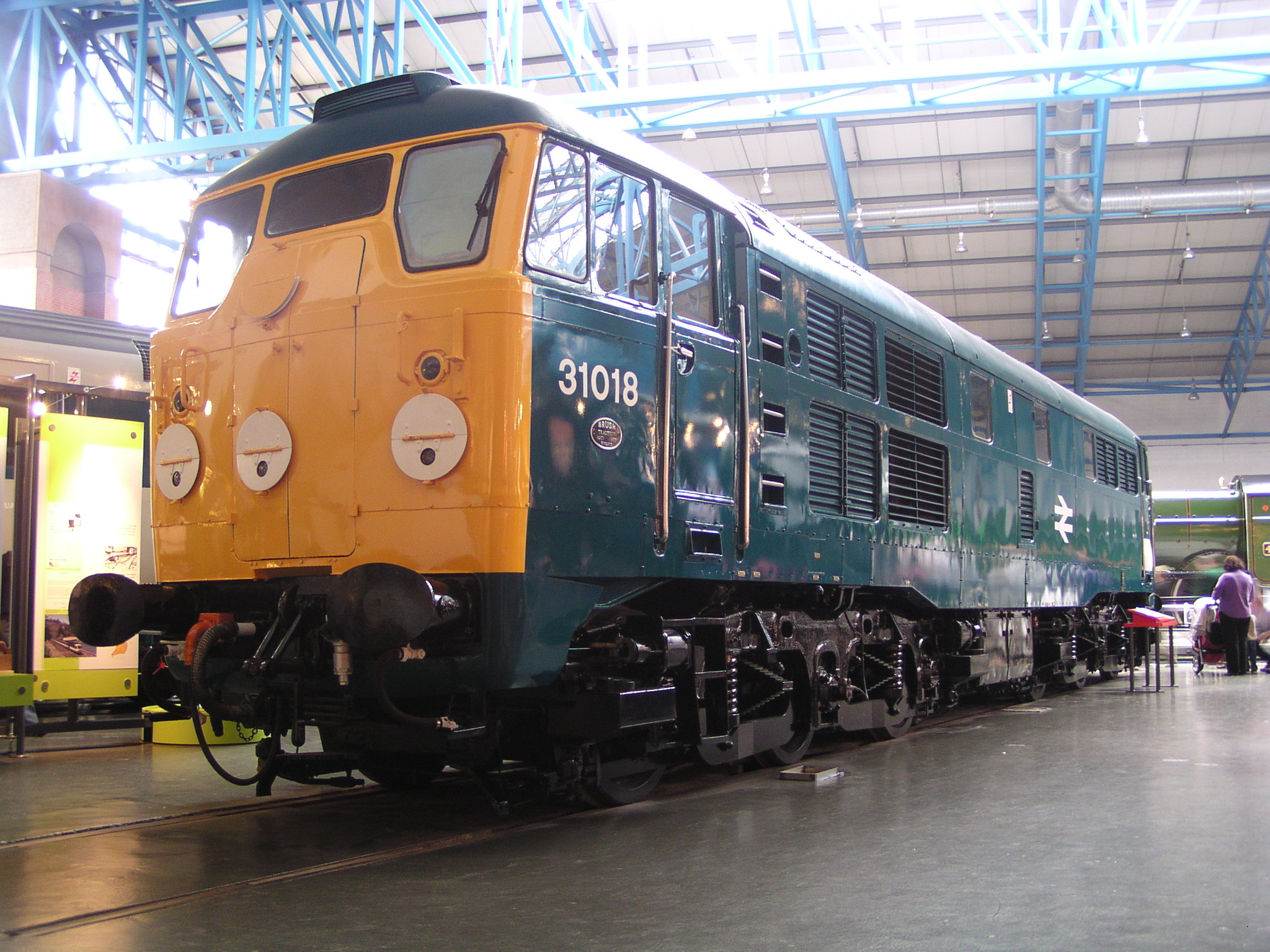
31018, in het National Railway Museum te York, op 3 juni 2004. Dit was de eerste Class 30 die in 1957 gebouwd werd, ze werd in 1976 uitgerangeerd. Ze is geschilderd in de BR Blue kleurstelling. Merk op dat er geen nummerbak boven de cabine zit, deze werden op een klein aantal niet aangebracht.
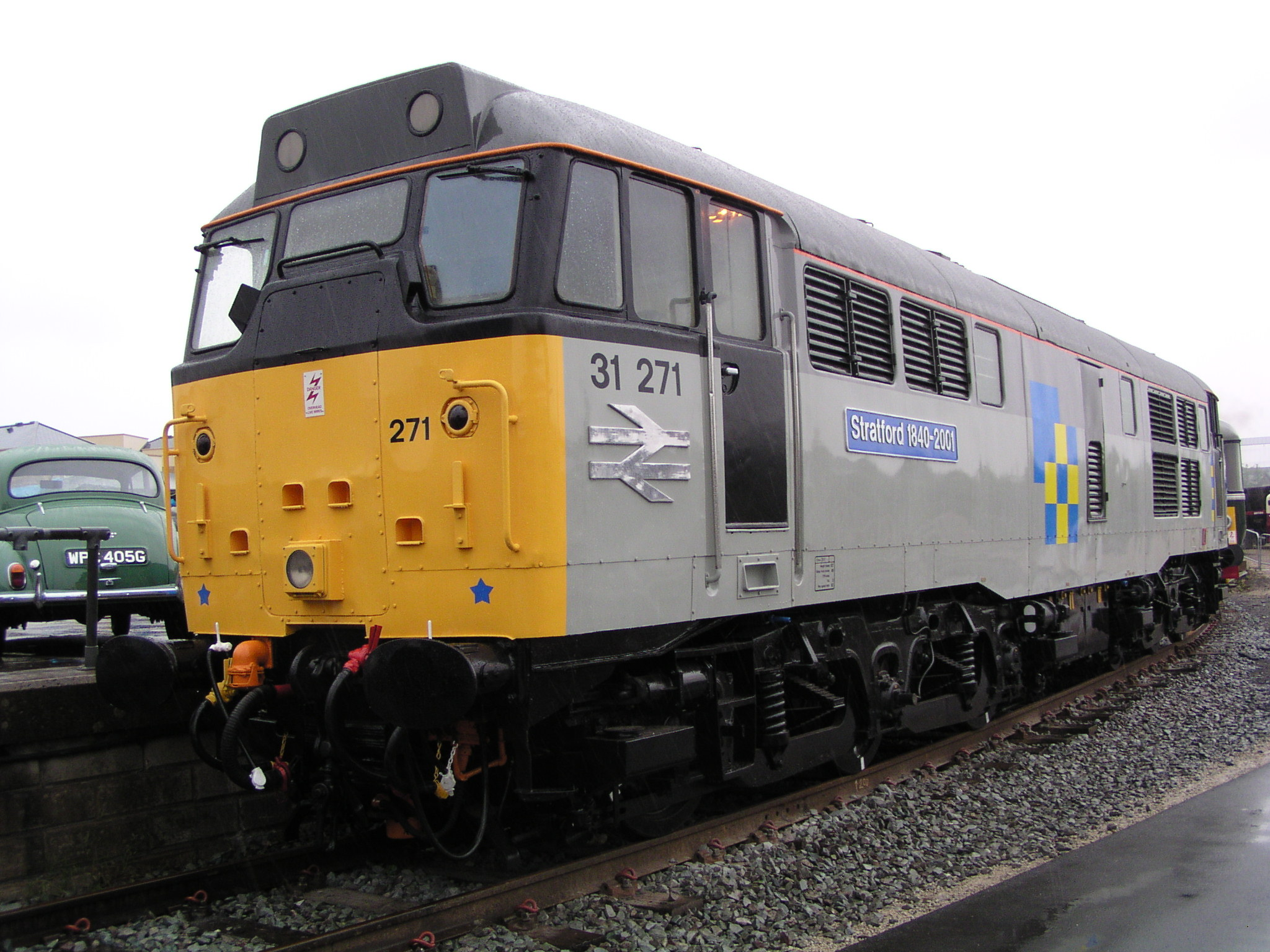
31271 Stratford 1840-2001, gefotografeerd op 3 juni 2004 tijdens het Railfest dat in York gehouden werd ter gelegenheid van 200 jaar spoorwegen. Onder auspiciën van A1A Locomotives Limited reed deze locomotief in het seizoen van 2019 en 2020 op de Llangollen Railway in Noord Wales.
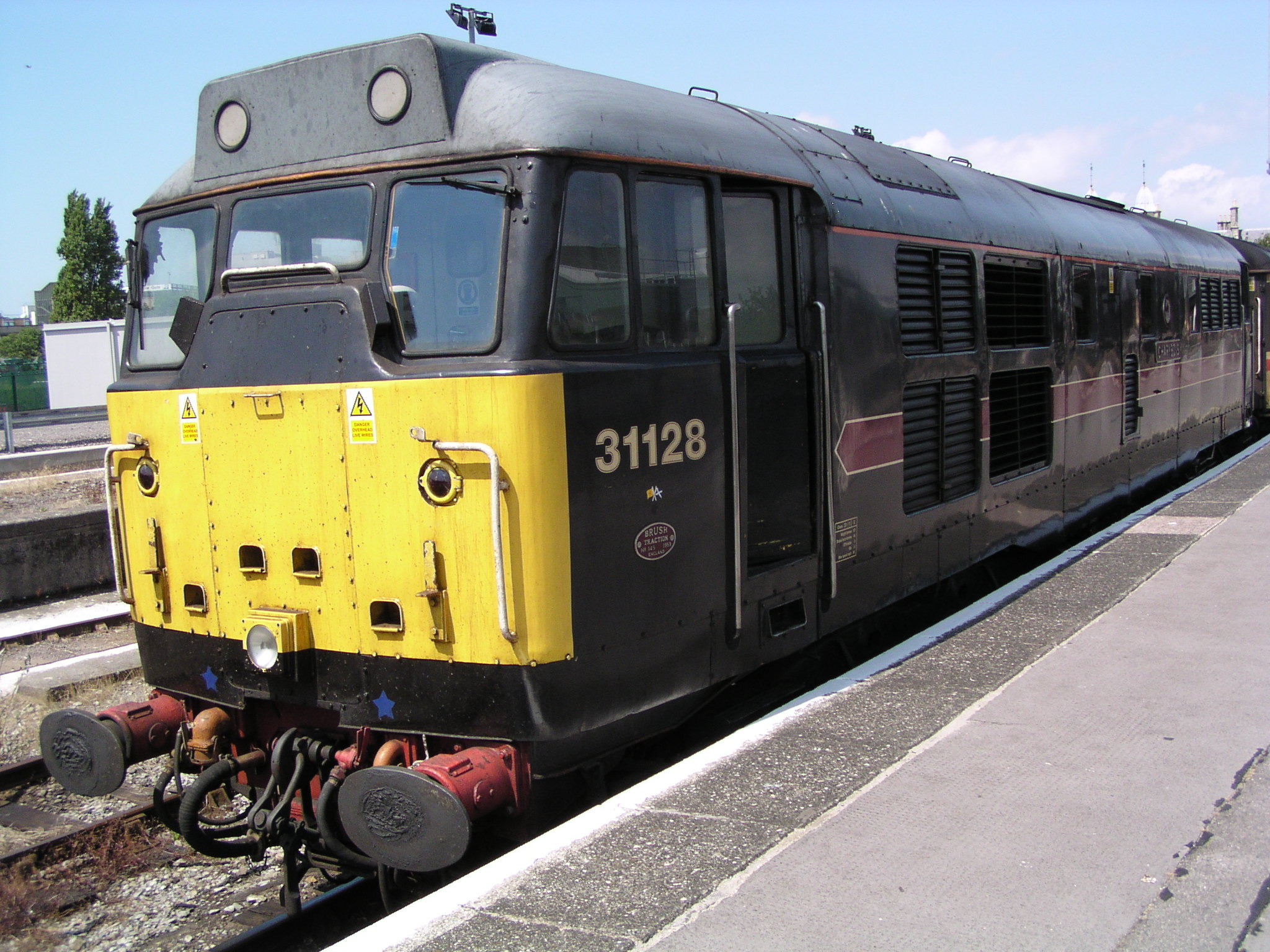
31128 Charybdis te Bristol Temple Meads op 23 juli 2004. Deze locomotief was eigendom van Fragonset Railways en verhuurd aan Wessex Trains als trekkracht voor treinen tussen Bristol en Brighton respectievelijk Weymouth.
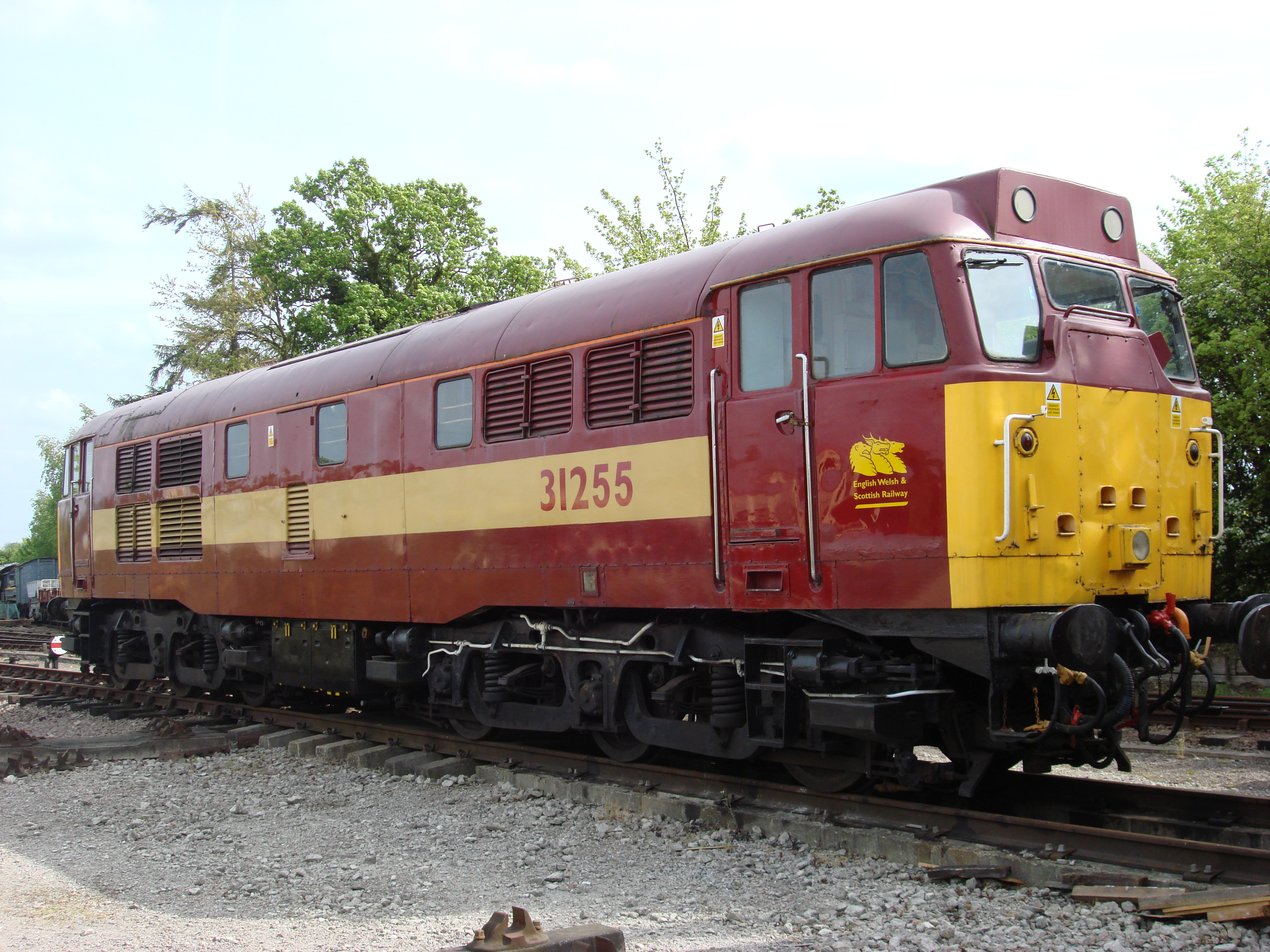
31255 op de Colne Valley Railway in EWS huisstijl.
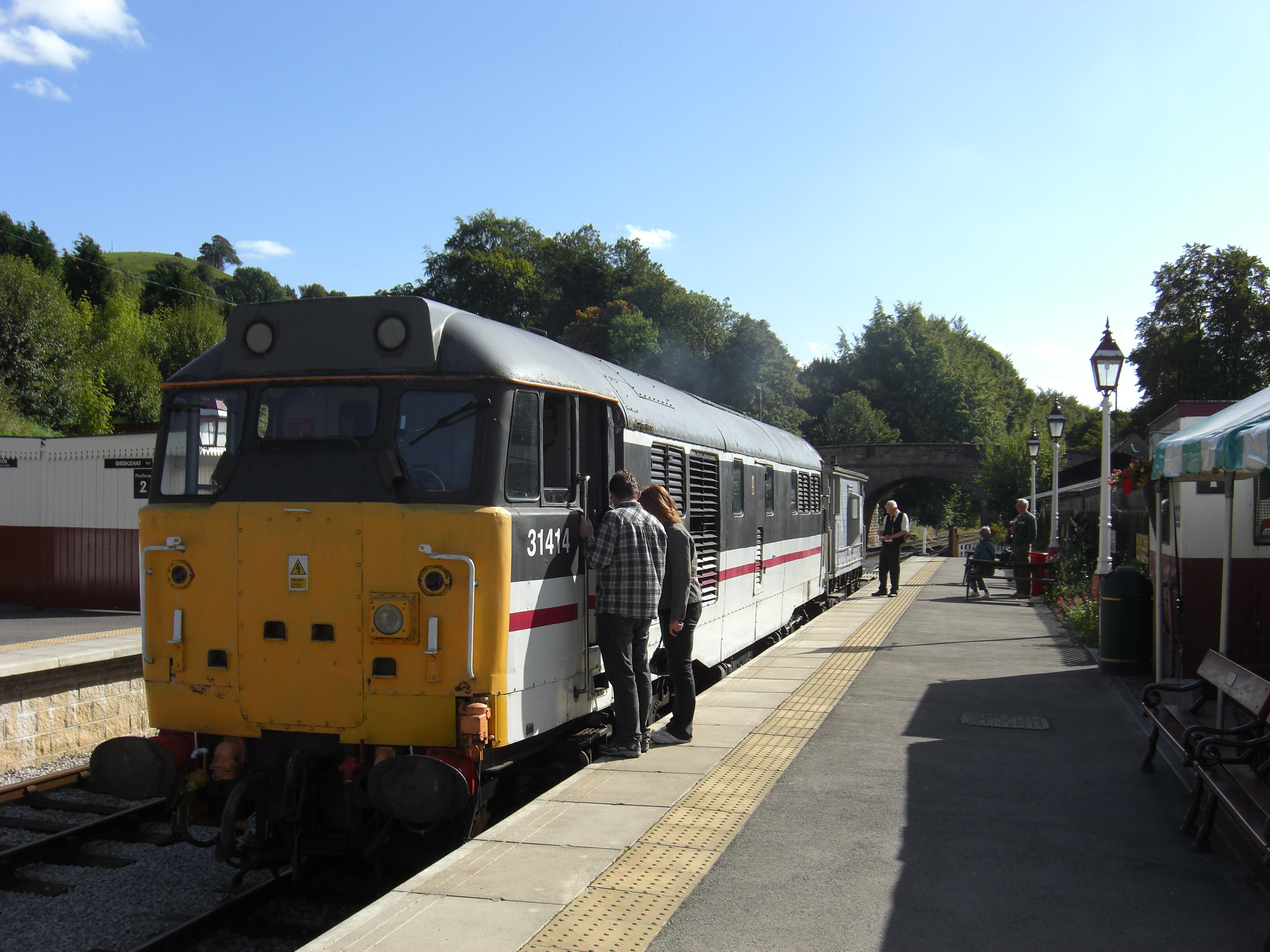
31414 in Intercity huisstijl voor ritten met remmerswagens op de Ecclesbourne Valley Railway.
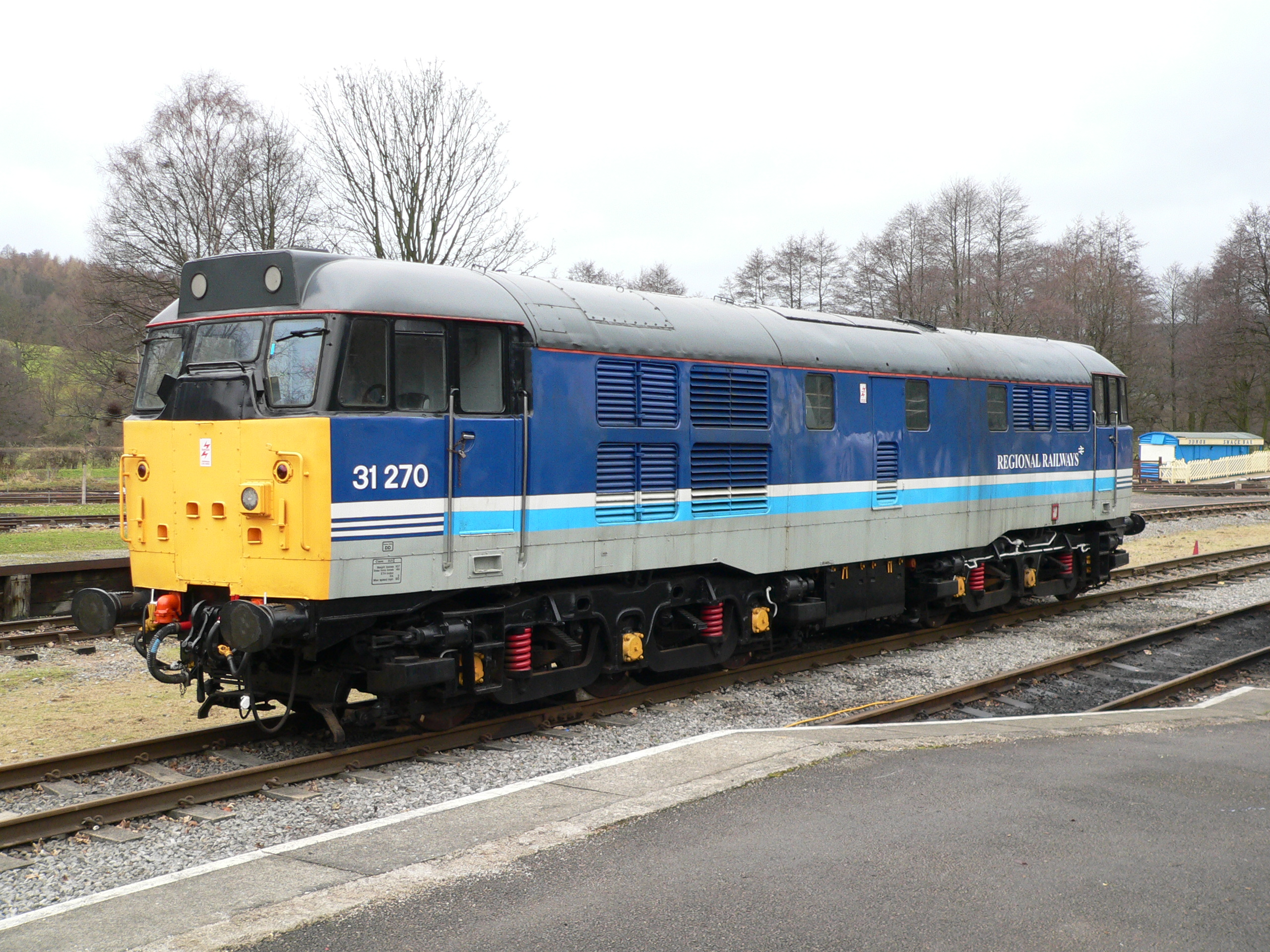
31270 in de huisstijl van Regional Railways bij Peak Rail in Rowsley, Derbyshire.
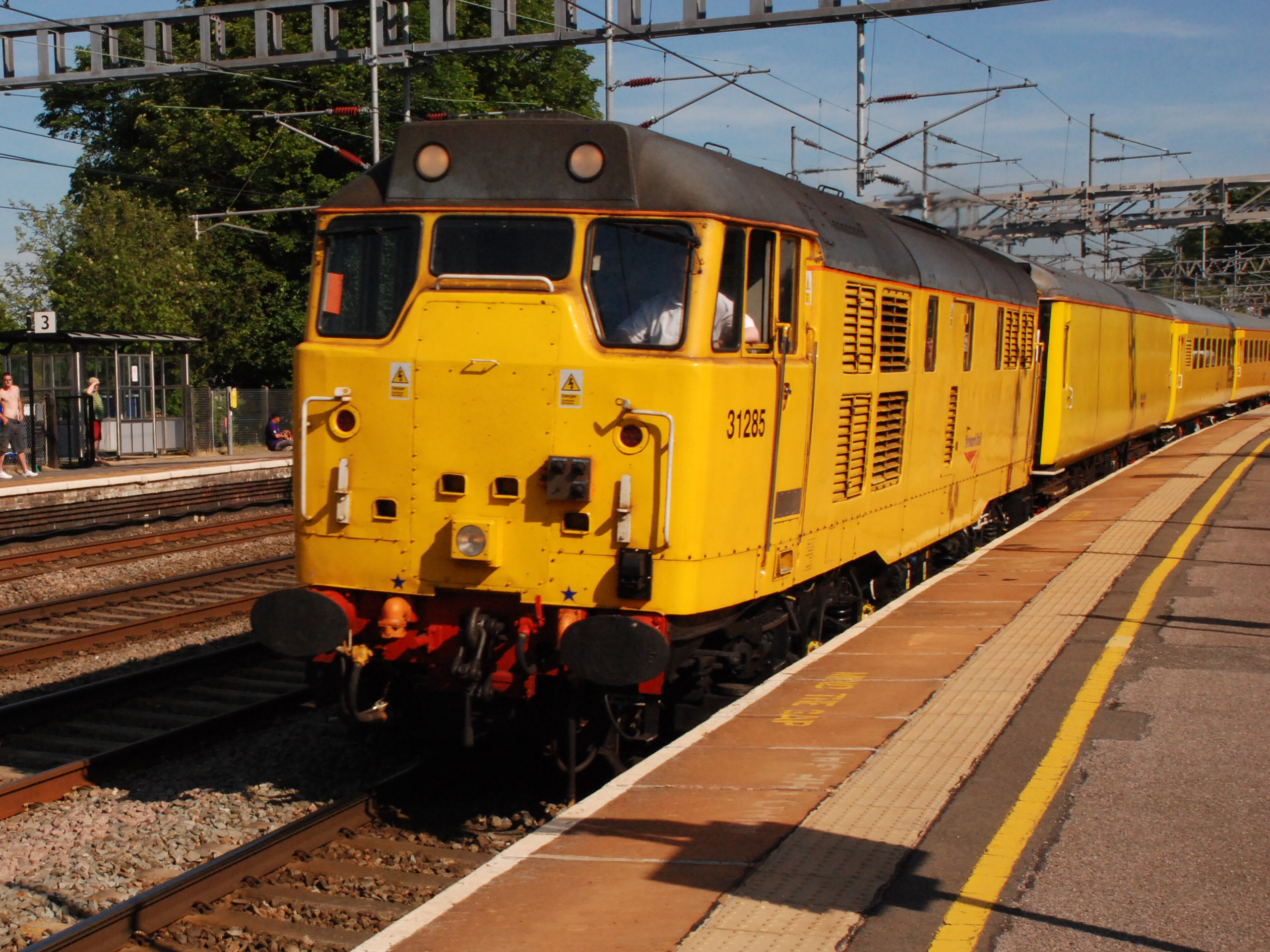
Network Rail 31285 rijdt door Station Rugeley Trent Valley met een meettrein.
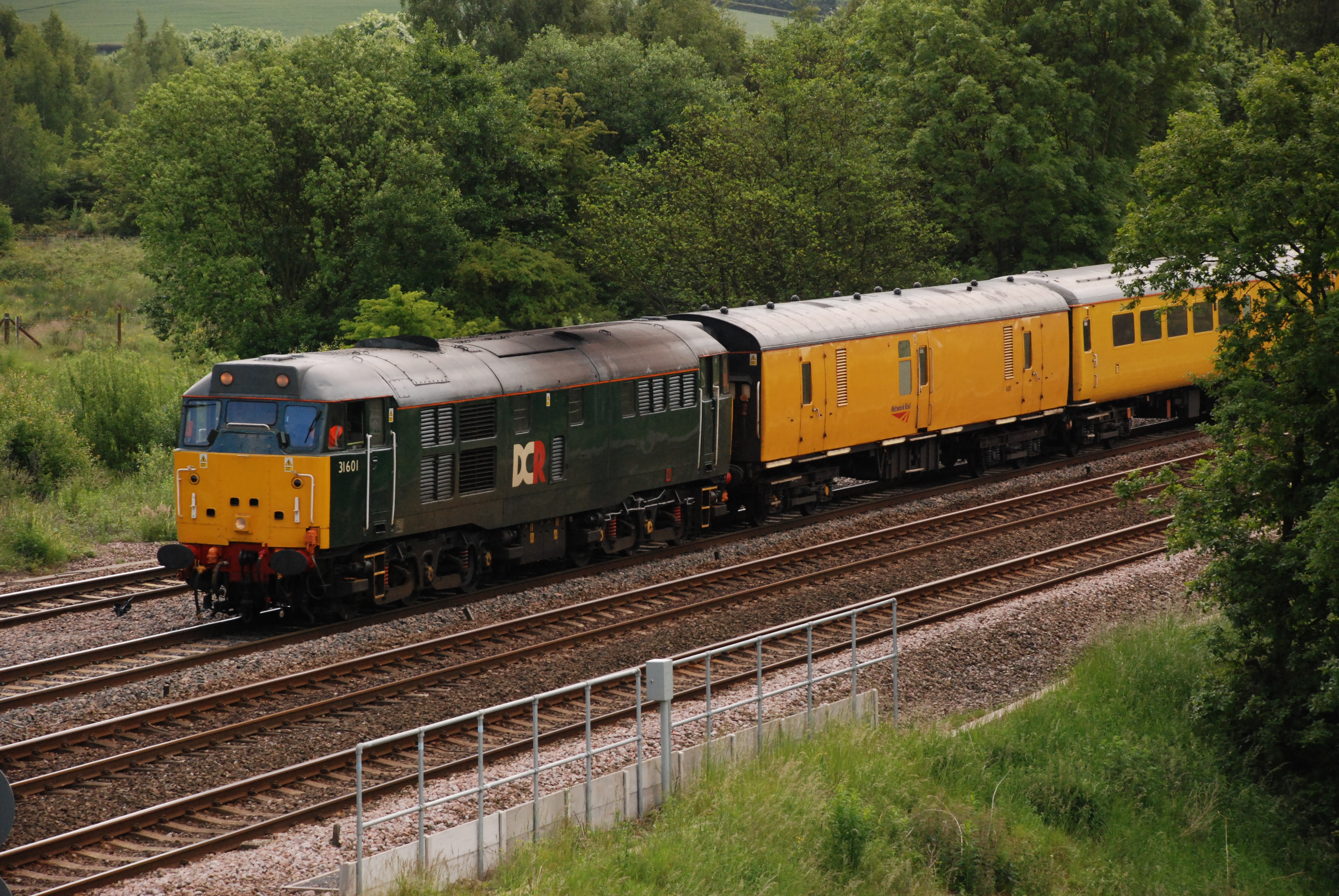
31601 in de groene huisstijl van de Devon and Cornwall Railways voor een meettrein van Network Rail ten zuiden van Chesterfield.

## Media

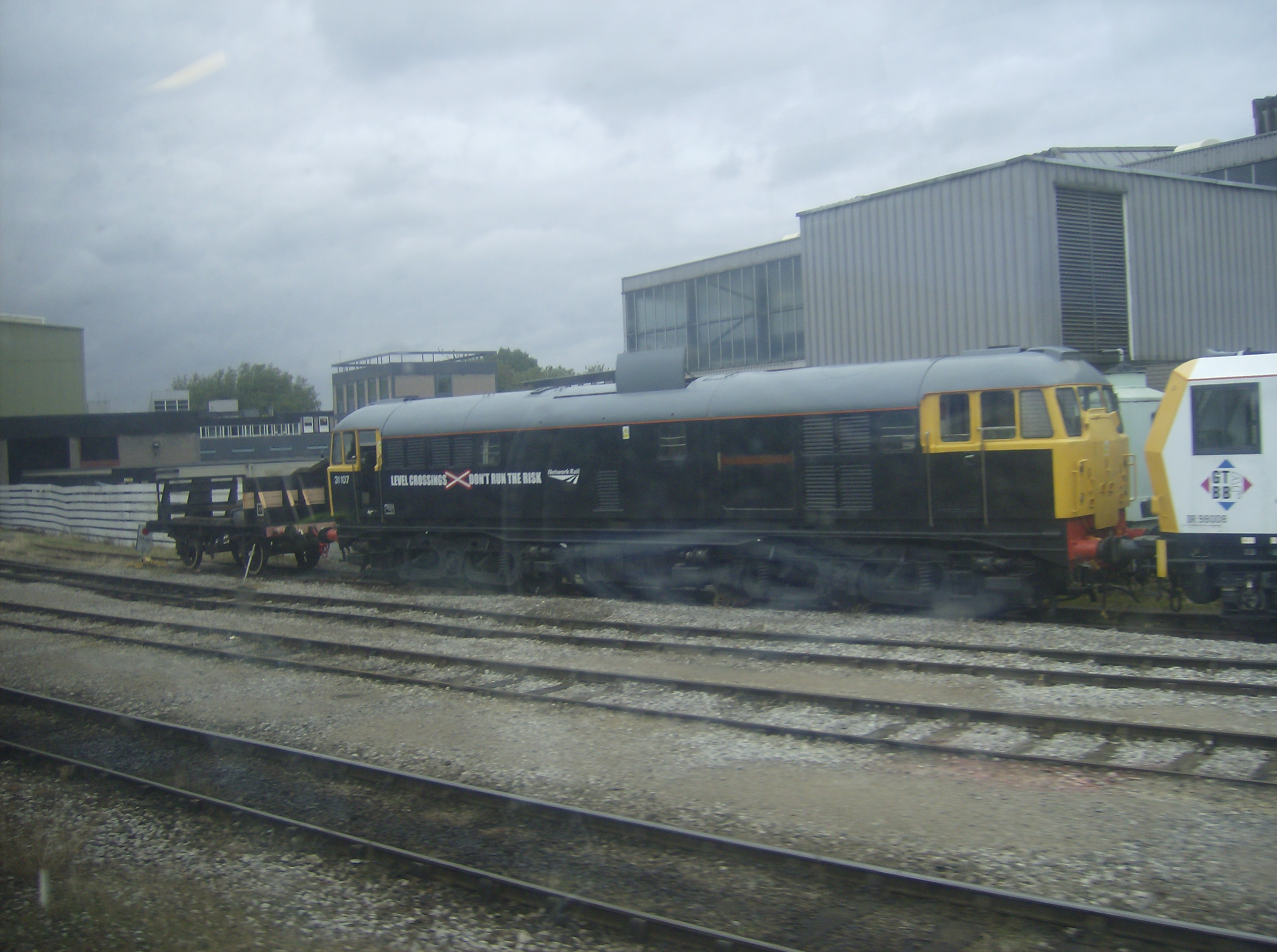
31107, hier bij de RVEL Derby, was de locomotief die gebruikt werd voor de uitzending van Top Gear crash

Op 21 augustus 2006 zette Network Rail en het BBC televisie programma Top Gear een botsing in scene tussen een Class 31 (31107) en een gezinsauto voor opnames om veiliheid rond het spoor te bevorderen. Deze buitensporige gebeurtenis was het eerste vergelijkbare in 10 jaar en vond plaats op de overweg van Hibaldstow in de buurt van Scawby in Lincolnshire waarmee de  B1206 de Barnetby–Gainsborough railway line kruist. Tijdens de botsing werden twee Class 31 locomotieven en een geparkeerde Renault Espace gebruikt. De 31233 van Network Rail werd gebruikt om de 31107 aan te jagen tot een snelheid van 129 km/u. De achterste locomotief remde af tot stilstand terwijl de 31107 doorrolde met een snelheid van 112 a 129 km/u en botste met de geparkeerde auto op het spoor voor treinen naar het oosten. In het kader van de opnames kreeg de 31107 een zwarte beschildering met de slagzin "Level crossings — Don't run the risk" in witte letters op de zijkant. De laatste vijf minuten zouden aanvankelijk op 4 februari 2007 worden uitgezonden maar dat werd uitgesteld in verband met een fatale overwegbotsing in Dingwall twee dagen eerder. Uiteindelijk werd het door BBC Two op 25 februari 2007, kort na de ontsporing bij Grayrigg. Na een nieuwe overwegbotsing werden herhalingen van de uitzending geschrapt.
Locomotief 31120 wordt besproken in het boek Gordon the High Speed Engine uit de reeks The Railway Series.

## Modelspoor
In 1962 bracht Tri-ang haar eerste model van de BR Class 30 uit met nummerbakken in de schaal OO. Airfix kwam in 1975 met een Class 31 toen ze begon met spoorwegmodellen. Lima bracht eveneens een model uit in OO-schaal, zowel met als zonder nummerbakken. Hornby heeft sinds 2004 een gedetailleerd model in OO-schaal in het programma, zowel met als zonder nummerbakken en in verschillende kleurstellingen. Hornby heeft ook een basis model uitgebracht als onderdeel van hun spoorweglijn in BR Blue en BR Green kleurstelling, terwijl eerdere modellen verschillende kleurstellingen kenden. Op 23 februari 2022 kondigde Accurascale een OO model aan voor het jaar 2023.
In de jaren 70 van de 20e eeuw produceerde Lima modellen van de Class 31 in BR blue en BR green in schaal N. In 2010, nadat Bachmann Graham Farish had overgenomen, werd het vroegere Graham Farish model uitgebracht in BR green met een nieuw chassis. In 2017 bracht Graham Farish een spoor N model uit van de omgebouwde Class 31.
In 2013 bracht Heljan een spoor O model uit van de Class 31 in de BR blue en BR green kleurstellingen.